# Harry Macourek
Harry Macourek, ceým jménem Harry Karel Macourek (11. dubna 1923 Banská Hodruša – 13. ledna 1992 Praha) byl český dirigent, hudební dramaturg, sbormistr a hudební skladatel.

## Život a dílo
Původním povoláním byl dirigent, neboť dirigování vystudoval počátkem 50. let na pražské AMU. Komponování studoval pouze soukromě nad rámec základního studia u hudebního skladatele Vítězslava Nováka. Jednalo se o velmi všestranného hudebníka, který se během svého života věnoval různým hudebním žánrům i stylům, počínaje populární hudbou, přes jazz až po hudbu scénickou, filmovou i vážnou.
Během života zkomponoval hudbu k nesčetné řadě scénických nebo televizních muzikálů (Mata Hari, Malá noční hudba, Život a napravení Jimma Valentina) a dětským seriálům a filmům (Léto s Katkou, Safari, Spadla z oblakov, Materské znamienko, Třetí skoba pro kocoura, Za humny je drak). Spolupracoval také s významnými režiséry Dušanem Kleinem (Dobří holubi se vracejí) Tomášem Hollým (Nebo být zabit).Kultovní se stala jeho znělka ke slovenskému televiznímu seriálu pro děti, Spadla z oblakov nebo k seriálu Safari.Vytvořil hudbu k dnes již legendárním filmům Dobří holubi se vracejí, Nekonečná nevystupovat či k prvnímu filmu režiséra Zdeňka Trošky Poklad hraběte Chamaré. 
Jako skladatel a dirigent spolupracoval se zpěvačkou Hanou Hegerovou a Evou Olmerovou pro něž vytvořil celou řadu šansonů.
Do roku 1968 byl šéfdramaturgem malých žánrů v tehdejším Československém rozhlasu. Po pražském jaru 1968 byl z rozhlasu pro své politické postoje propuštěn a všechny snímky s jeho hudbou  nebo jím natočené  byly smazány. Zachovalo se pouze velmi malé množství. Od roku 1970 vyučoval skladbu a aranžování na Lidové konzervatoři (dnes Konzervatoř Jaroslava Ježka), kde vychoval celou řadu skladatelů a aranžérů.
V rámci vážné hudby je autorem dvou symfonií (z nichž druhá s názvem Episody jednoho života je náhrána v ČRoPlzeškou filharmonií s dirigentem Michalem Macourkem, Vzpomínka na Ararat, Fantasie pro saxofon a orchestr aj.), skladeb pro komorní orchestr (např. Pražská nocturna) a skladeb komorních
(např. Preludia pro klavír, Tři preludia pro klarinet violoncello a klavír
V hudební tradici pokračuje jeho vnuk, hudební skladatel, dirigent a klavírista Michal Macourek ( nar. 1972).